# Wildenau (Selb)

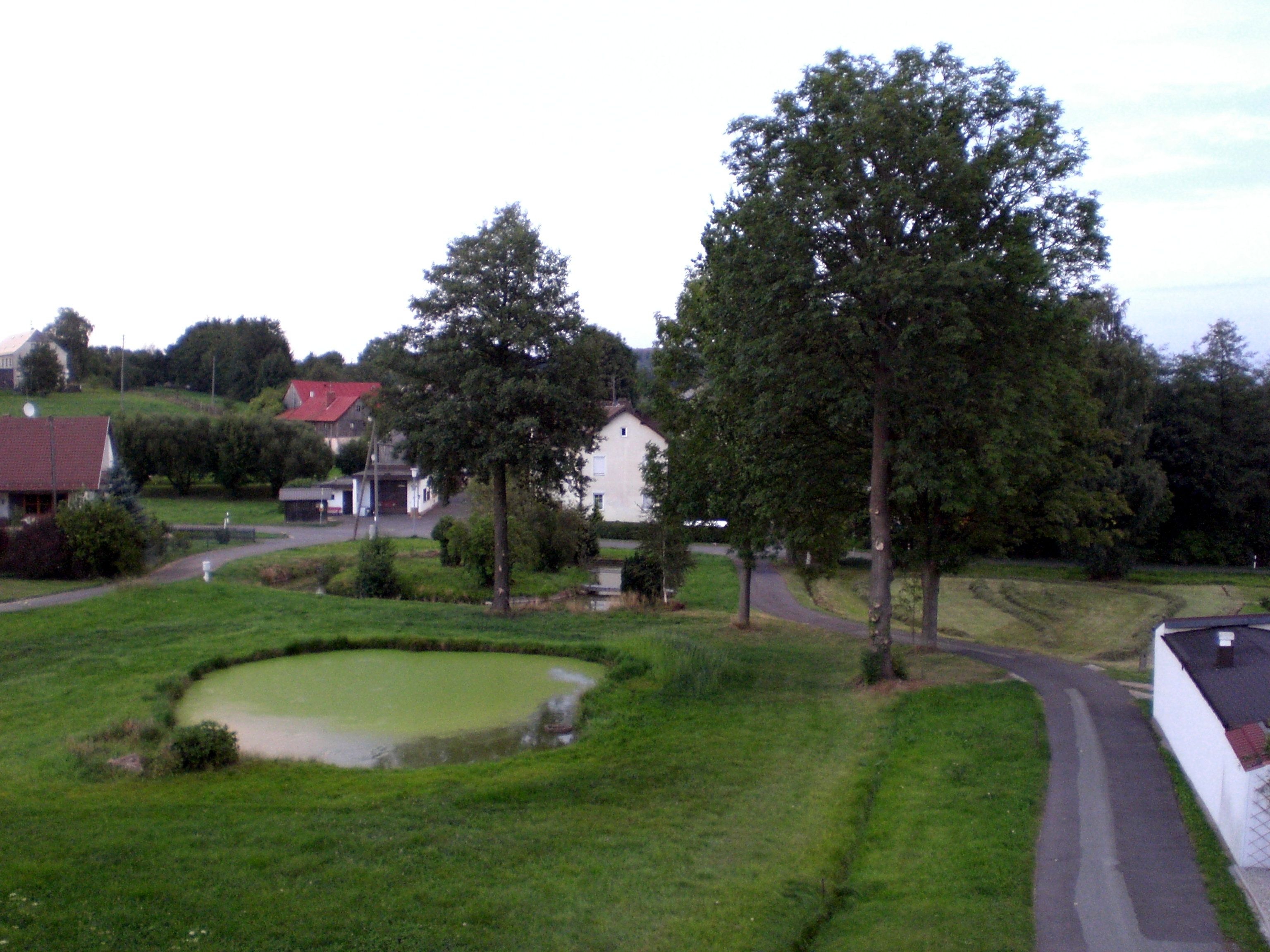
Blick auf den Wildenauer Ortskern

Wildenau ist ein Gemeindeteil der Großen Kreisstadt Selb im Landkreis Wunsiedel im Fichtelgebirge (Oberfranken, Bayern). Das Dorf hat ca. 100 Einwohner, liegt direkt am Grenzübergang Wildenau-Aš zur Tschechischen Republik und ist Teil des Naturparks Fichtelgebirge.
Seit der EU-Osterweiterung ist Wildenau nahezu vollständig mit seiner westböhmischen Nachbarstadt Aš zusammengewachsen, ist jedoch Teil der Porzellanstadt Selb und eine Art Brücke zwischen den beiden Städten und Ländern.
Wildenau besitzt mit dem Grenzübergang Selb-Asch den verkehrsreichsten deutsch-tschechischen Grenzübergang.

## Geographie
Wildenau liegt etwa vier Kilometer nördlich von Selb und 25 km südlich von Hof (Saale) auf einer Höhe von 637 Metern. Im Westen grenzt das Dorf Lauterbach, im Süden Erkersreuth, im Osten Mühlbach und im Norden die westböhmische Stadt Aš an.

## Geschichte
1372 wurde Wildenau erstmals urkundlich erwähnt, als Konrad von Neuberg das Dorf an den Rat zu Eger verkaufte. 1395 ging Wildenau in den Besitz der Zedtwitzer über und wurde markgräfliches Schutzdorf.
1818 gründeten Lauterbach und Wildenau eine Gemeinde, die zum Landgericht Selb gehörte. Die Bahnlinie Hof – Eger, die durch Wildenau führt, wurde am 1. November 1865 als bayerische Pachtbahn eröffnet. 1945 wurde Wildenau nach Erkersreuth eingepfarrt. Die Grenze zur Stadt Aš wurde verriegelt, Wildenau wurde für einige Jahrzehnte zu einem dezentralisierten Ort, durch den nur noch Güterzüge verkehrten. 1965 wurde die einklassige Landschule Wildenau aufgelöst; die Wildenauer Kinder gehen seither in Erkersreuth zur Schule.
Der Landkreis Rehau, zu dem die Gemeinde Lauterbach und Wildenau bis dahin gehörten, wurde am 1. Juli 1972 aufgelöst. Die Gemeinde Lauterbach wurde in den Landkreis Wunsiedel im Fichtelgebirge eingegliedert. Am 31. Dezember 1977 wurde sie im Zuge der Gebietsreform in Bayern aufgelöst. Ein Gemeindeteil kam zu Schönwald. Wildenau wurde in die Große Kreisstadt Selb eingegliedert.
Der Bayerische Rundfunk drehte 1985 im Rahmen der Serie Unter unserem Himmel einen 60-minütigen Film über die Geschichte der Vierdörfer, zu denen Wildenau gehört. Er wurde 1986 ausgestrahlt. Am 1. Juli 1990 wurde die Grenze zur Tschechischen Republik wieder geöffnet.
Aus historischen Gründen tragen die Ortseingangsschilder der Ortschaft Wildenau noch heute den Hinweis „Zollgrenzbezirk“.

## Sage
Südwestlich von Wildenau befindet sich ein Wäldchen, das schon seit alter Zeit volkstümlich als „Köhlerhölzl“ bezeichnet wird. Undurchdringlich und dunkel soll besonders dort der Wald gewesen sein und man glaubte, dass es bei hereinbrechender Dunkelheit darin  nicht geheuer sei. Angsterfüllt eilten die Menschen an ihm vorüber und blickten scheu in das Dunkel des Waldes. Um die Mitternachtsstunde soll es überhaupt nicht ratsam gewesen sein, an dieser Stelle vorbeizugehen.

### Der feurige Hund
Vor vielen Jahren ging einmal ein Mädchen aus Wildenau zu später Abendstunde von einem Besuch in Erkersreuth nach Hause. Als sie fast am Ende des Hölzchens angelangt war, hörte sie auf einmal ein Geräusch im Walde. Im Nu kam ein Hund mit feuriger Zunge und blitzenden Augen aus dem Wald auf sie zu. In Todesangst, mit einem Gebet auf den Lippen, eilte die Erschreckte dem Ort Wildenau entgegen. Der Hund wich nicht von ihrer Seite. Erst in der Nähe des Elternhauses, als der Haushund ihr Kommen durch Bellen ankündete, verschwand das feurige Tier. Vollkommen erschöpft und in großer Aufregung erzählte sie sogleich das schreckliche Erlebnis. Nie wieder wollte sie zu so später Stunde an dieser Stelle allein vorübergehen.

## Galerie

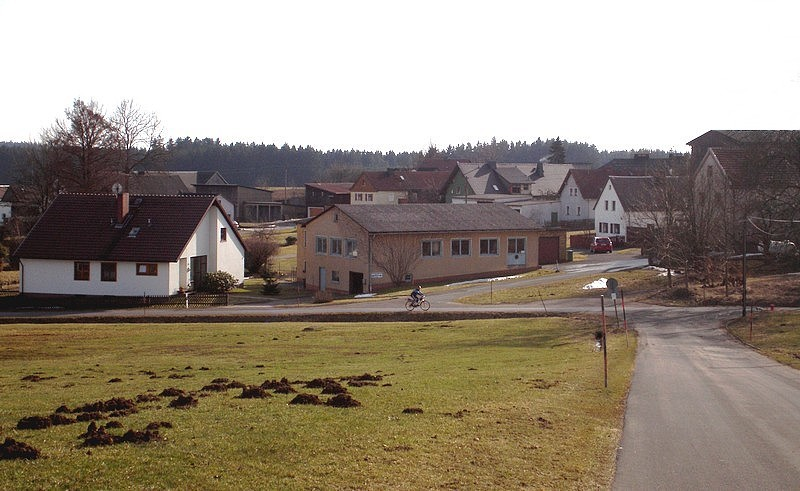
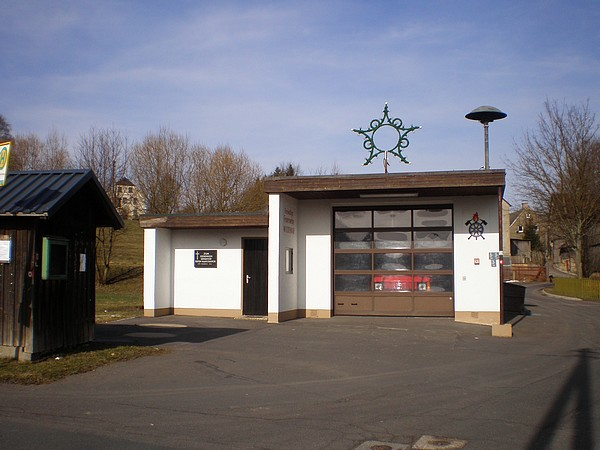
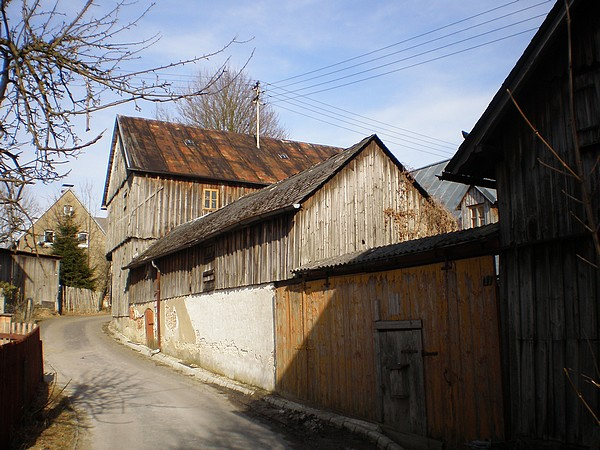